# Wow... That's Crazy
Wow... That's Crazy è il sesto album in studio del rapper statunitense Wale, pubblicato nel 2019.

## Tracce
1. Sue Me (featuring Kelly Price) – 3:50
2. Love & Loyalty (featuring Mannywellz) – 3:10
3. Cliché (featuring Ari Lennox & Boogie) – 3:40
4. Expectations (featuring 6lack) – 5:03
5. BGM – 3:07
6. Love... (Her Fault) (featuring Bryson Tiller) – 3:32
7. On Chill (featuring Jeremih) – 3:34
8. Routine (featuring Meek Mill & Rick Ross) – 3:34
9. Love Me Nina / Semiautomatic – 4:16
10. Break My Heart (My Fault) (featuring Lil Durk) – 3:53
11. Debbie – 2:25
12. 50 in da Safe (featuring Pink $weats) – 4:24
13. Set You Free (featuring Kelly Price) – 2:48

Tracce bonus
1. Black Bonnie (featuring Jacquees) – 2:57
2. Poledancer (featuring Megan Thee Stallion) – 3:29